# Благовещенское (Херсонская область)
Благовещенское (укр. Благовіщенське, до 2016 г. — Петровского) — посёлок в Херсонской городской общине Херсонского района Херсонской области Украины.
Почтовый индекс — 73489. Телефонный код — 552.

## Население
Население по переписи 2001 года составляло 208 человек.

### Языковой состав
Родной язык населения по данным переписи 2001 года:
| Язык       | Численность, чел. | Доля     |
| ---------- | ----------------- | -------- |
| Украинский | 182               | 87,50 %  |
| Русский    | 24                | 11,54 %  |
| Другое     | 2                 | 0,96 %   |
| Итого      | 208               | 100,00 % |